# Los Tontos (álbum)
Los Tontos es el álbum debut de la banda uruguaya de rock Los Tontos. Fue publicado en 1986 en Uruguay por el sello Orfeo y en Argentina por WEA Discos.

## Historia
En 1985 se había editado Graffiti, un disco con canciones de distintas bandas de rock uruguayo. Allí se publicó "Himno de los conductores imprudentes", grabado por Los Tontos, que resultó un gran éxito. El impulso dado por esta canción dio paso a que el grupo pudiera editar su primer álbum.
El álbum fue muy exitoso; logró un Disco de Oro en 1987 en su país y fue editado en Chile y Argentina.
Las canciones del álbum se destacan por el humor de sus letras, lo que lo convirtió en un caso particular dentro del rock uruguayo de esa época. Con ese humor buscaban, además de divertir, dejar algún mensaje. Es el caso de las canciones "Elmer el gruñón" (con una alegoría en la que se hace un paralelismo entre los dueños de los medios de producción y el personaje Elmer de Warner Bros), "Ansias de conocerte" (en la que lo que parece una declaración de amor se convierte en un acoso por parte de un policía), "Ana la del quinto" (sobre una mujer desconectada de la realidad que teme a la misma) o "El gerontocida" (sobre un asesino serial que desea mantener su posición de clase media).
En lo musical el disco está influenciado por el punk y la new wave, en particular por las bandas Talking Heads y The Police.
Los Tontos fue reeditado en formato CD en 2004 por Bizarro Records.

## Lista de canciones
Lado A
1. "Pásame la escoba" (letra: Trevor Podargo y Renzo Teflón, música: Teflón)
2. "¿Conoce ud. a Fuko?" (letra: Podargo, música: Teflón)
3. "Menéndez el demente" (letra: Raúl Buzo y Los Tontos, música: Los Tontos)
4. "El gerontocida" (letra y música: Teflón)
5. "Himo de los conductores imprudentes" (letra: Podargo, música: Alberto Wolf)
6. "El indecente" (letra: Teflón, música: Los Tontos)

Lado B
1. "Ana la del quinto" (letra y música: Teflón)
2. "Mi guatercló azul (ayer se me perdió)" (letra: Podargo y Teflón, música: Calvin Rodríguez y Teflón)
3. "Sr. Juez" (letra: Podargo, música: Alberto Wolf y Los Tontos)
4. "La gordita 103" (letra: Rodríguez, música: Los Tontos)
5. "Ansias de conocerte" (letra y música: Teflón)
6. "Elmer el gruñón" (letra: Podargo, música: Javier Silvera)

## Créditos

#### Los Tontos
- Calvin Rodríguez (seudónimo de Fernando Rodríguez) – guitarra y coros
- Trevor Podargo (seudónimo de Leonardo Baroncini) – batería y coros
- Renzo Teflón (seudónimo de Renzo Guridi) – voz, bajo

#### Producción
- Los Tontos – producción artística
- Alfonso Carbone – producción ejecutiva

#### Concepción gráfica
- Daniel Guiridi – dibujo y logo
- Mario Marotta – fotógrafo

#### Grabación
- Grabado en IFU en abril de 1986 por Daniel Blanco. Mezclado por Los Tontos y Daniel Blanco.